# Plancher

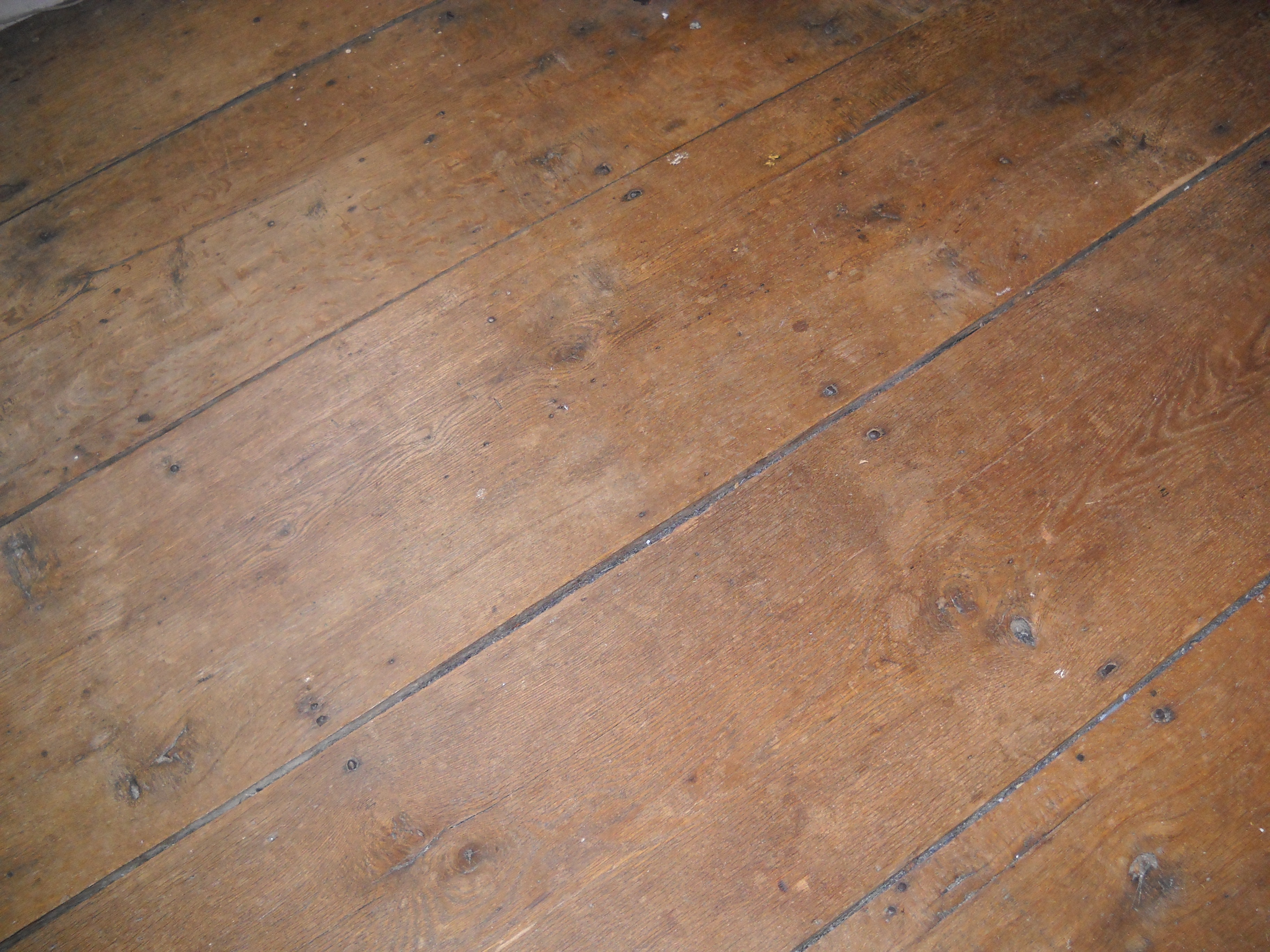
Plancher en chêne, maison Ephraim Hawley, Nichols, Connecticut.

Un plancher, dans le domaine du bâtiment, est un ouvrage de charpente de menuiserie ou de maçonnerie, tout ou partie en bois, formant une plate-forme horizontale au rez-de-chaussée ou une séparation entre les étages d'une construction.
Sa sous-face, lorsqu'elle est plane, est appelée plafond. Le plancher peut être recouvert par un revêtement de sol : parquet, carrelage, linoleum, moquette, sol plastique, etc. En termes de menuiserie, ce revêtement, lorsqu'il est constitué de planches, est aussi appelé plancher.

## Planchers anciens

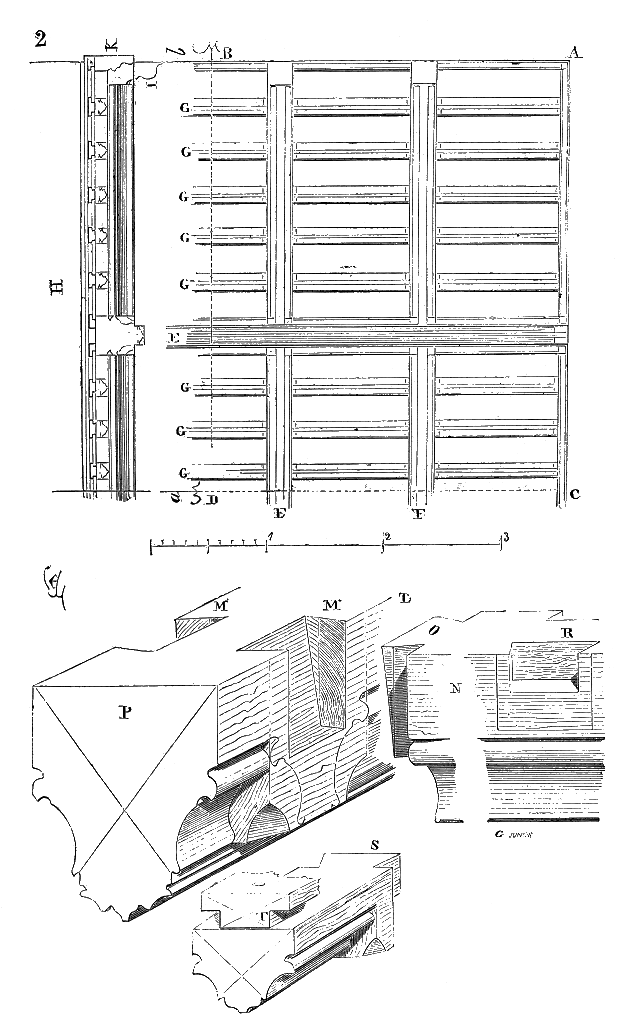
Eugène Viollet-le-Duc, Dictionnaire raisonné de l'architecture française du, plafond, détail d'assemblage d'un plancher du XIVe siècle.

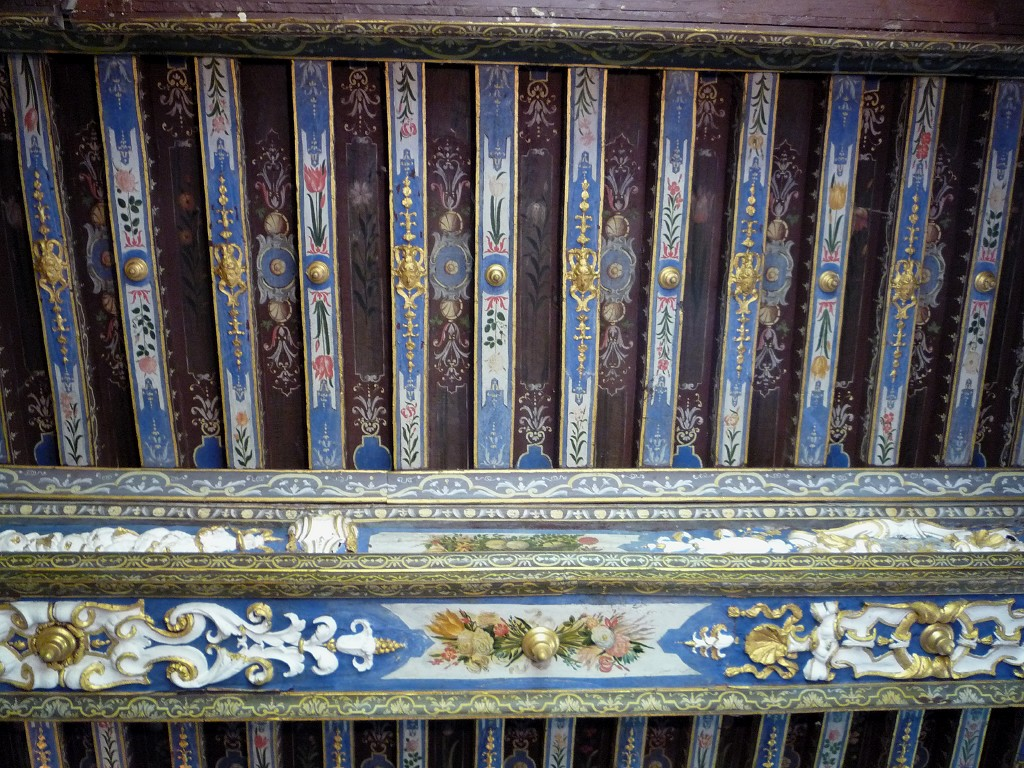
Plafond à la française (un plancher vu du dessous), château de Cormatin, chambre de la marquise (France).

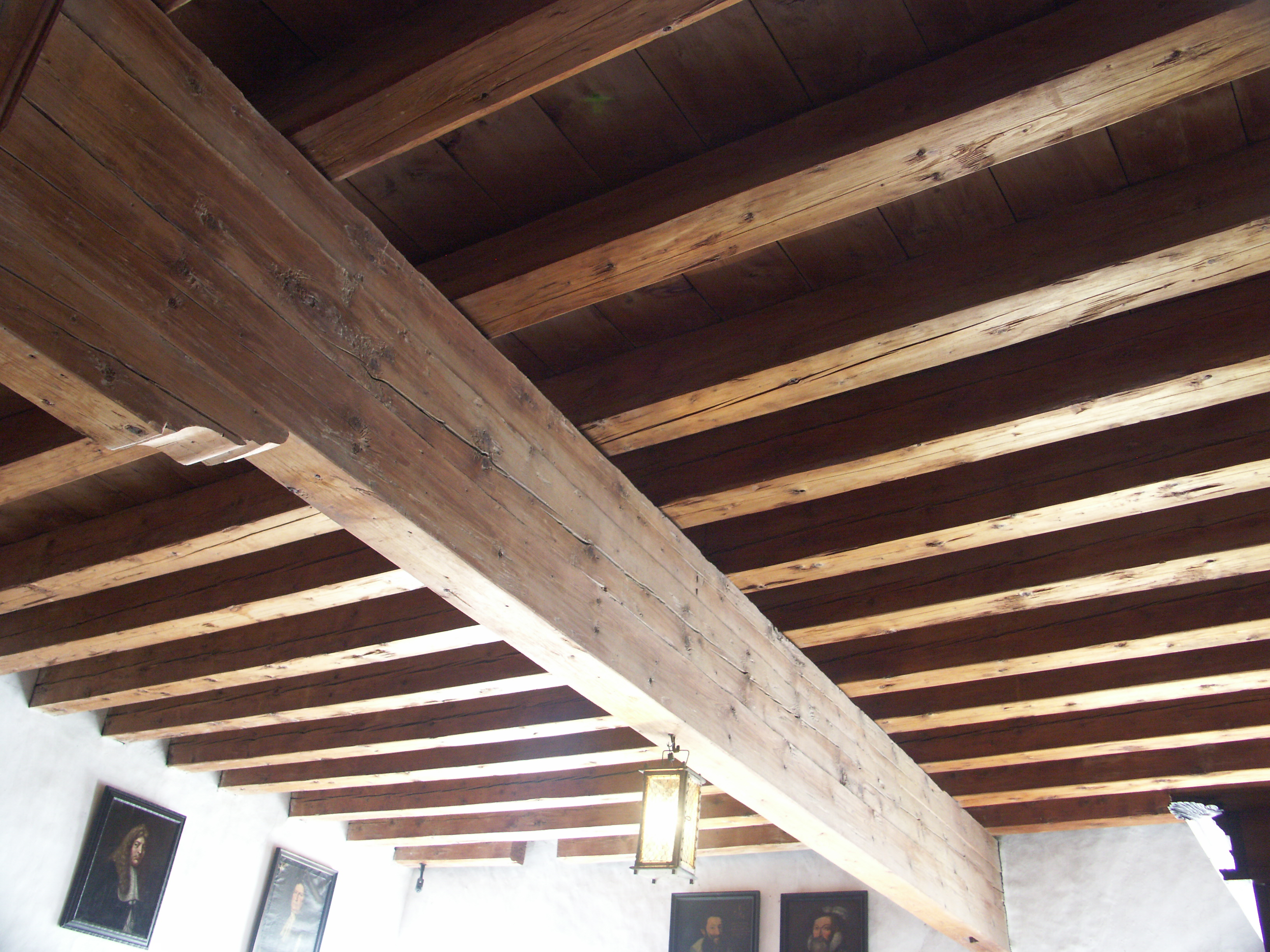
Plancher ancien vu de dessous, château de Werdenberg, Werdenberg (Suisse orientale).

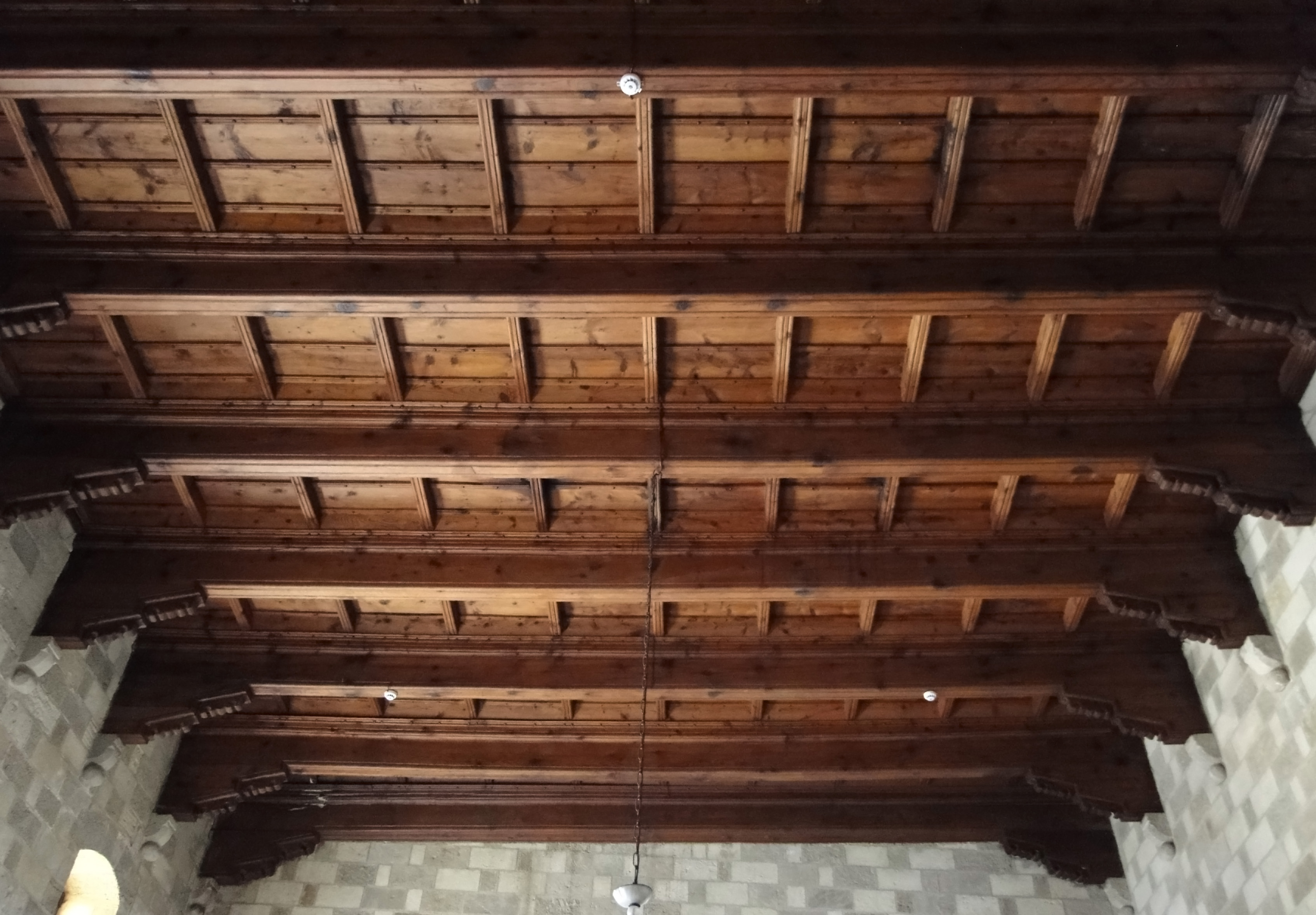
Plancher ancien vu de dessous, palais des Grands Maîtres, Rhodes (Grèce).

Jusqu'à la fin du XIXe siècle qui voit d'autres matériaux résistants à la flexion — tels l'acier ou le béton armé — arriver sur le marché, le mot plancher est d'abord un ouvrage de bois. D'après Nicot dans son Thresor de la langue francoyse (1606), le terme « plancher », vient du mot « planche », et signifie un entablement de planches sur des solives. On l’appelait aussi « solier », à cause des soles sur lesquelles sont entablées ces planches. On a élargi le mot par catachrèse, aux entablements faits d'autres matériaux placés sur sole. Toutefois un plancher à proprement parler doit être entablé de bois. Ainsi tout étage n'est pas plancher. Sur ce type de plancher vont se relayer charpentier, menuisier, parqueteur et, quand le plancher sera hourdé, les maçons. Pour chacun, le terme plancher aura une signification qui lui est propre.
Après que le charpentier a placé pendant la construction les poutres qui doivent supporter le plancher et qu'il a équarries à la cognée et terminées à la bisaiguë, le menuisier vient à son tour creuser dans la surface supérieure de ces poutres des entailles de trois pouces de longueur (env. 8 cm) sur trois pouces de large environ, espacées d'un demi-pied (env. 16 cm) à peu près et taillées de telle sorte que celles d'une poutre soient parfaitement en face de celles de l'autre. Dans ces entailles, il pose des solives ou pièces de bois de trois pouces d'équarrissage, allant d'une poutre à l'autre et reposant dans une entaille par chaque bout. Cette dimension des solives n'est pas toujours bien fixe ; quelquefois, elles n'ont que deux pouces (env.5 cm) de hauteur quand on ne veut pas faire le plancher trop pesant et qu'il s'agit du plancher des étages supérieurs. D'autres fois, on leur donne quatre pouces (env.11 cm) de haut et même six pouces (env.16 cm) sur quatre de large quand c'est pour le plancher de grandes pièces et qu'il peut être très chargé ou encore quand on travaille au rez-de-chaussée dans des endroits humides et qu'il devient nécessaire de s'élever au-dessus du sol. Cela fait, on recouvre les solives avec des planches jetées transversalement sur elles, dressées, corroyées et assemblées à rainures et languettes. Ces planches ont de quinze à dix huit lignes(env.33-40 mm) d'épaisseur. On les fixe sur les solives avec des clous à tête très plate ou avec des clous sans tête, etc.
Le plafond, dans ce type de plancher, n’était que l’apparence de la construction vraie du plancher, qui se composait de poutres et de solives apparentes, plus ou moins richement moulurées et même sculptées. Ces plafonds figuraient ainsi des parties saillantes et d’autres renfoncées, formant quelquefois des caissons ou augets qu’on décorait de profils et de peintures. Il ne reste pas en France de plafonds antérieurs au XIVe siècle, bien que nous sachions parfaitement qu’il en existait avant cette époque, puisqu’on faisait des planchers qu’on se gardait d’enduire par-dessous.
Le parquet constituait lui une espèce de menuiserie ou de second plancher plus orné dont on recouvrait un plancher, sur lequel on avait préalablement jeté des lambourdes. Il y avait deux manières de le faire et on distinguait le parquet à frise et le parquet d'assemblage.
Au XIXe siècle, les planchers de bois sont éventuellement hourdés, c'est-à-dire remplis de plâtre ou de bauge, ce qui était le travail du maçon-plâtrier. En termes de maçonnerie, on distinguait donc le « plancher creux », plancher qui n'est pas rempli entre les solives et le « plancher hourdé », celui dont les entre-deux des solives sont remplis de plâtras et plâtre affleurant les bois dessus et dessous. Le plancher « enfoncé » ou « à entre-voux » désigne un plancher qui est « latte jointif ou couvert de bardeau avec aire en plâtre ou en bauge par-dessus, et dont les bois sont apparents par-dessous ». La « charge de plancher » désigne une maçonnerie d'une épaisseur réglée, que l'on met sur le lattis ou sur le hourdage d'un plancher pour former l'aire (ancien nom de la chape), ou sur l'aire pour recevoir le carreau.
En termes de charpenterie, début XIXe siècle, un plancher est donc ordinairement composé de solives, de solives d'enchevêtrure et chevêtres. En termes de menuiserie, un plancher, d'autre part, désigne une espèce de menuiserie composée de planches ou d'alaises jointes, et qui, comme les parquets, sert à revêtir les aires (ou chapes) des appartements ou à couvrir le sol des pièces du rez-de-chaussée. On en distingue de plusieurs sortes par rapport à leur façon :
- plancher ordinaire : plancher qui est fait de planches entières, brutes ou jointes à rainures et languettes[8] ;
- plancher de frise : plancher dont les planches sont refendues en deux ou trois sur leur largeur, et qui sont jointes à rainures et languettes[8] ;
- plancher de frise et à l'anglaise : plancher identique au précédent, mais dont les bouts des frises sont chevauchés de deux l'une[8] ;
- plancher à point de Hongrie, ou à fougère, ou à la capucine : encore un plancher par frises, mais les frises sont plus courtes et coupées d'onglet à chaque bout, puis posées diagonalement et par travée[8].

« Planchéier » est l'action de couvrir un plancher de planches jointes à rainures et languettes, arrêtées et clouées sur des lambourdes
.

## Planchers modernes
Pendant longtemps, le bois est le seul matériau qui peut être utilisé en flexion. Avec la révolution industrielle, l'acier fait son entrée en construction. Un poteau peut être facilement remplacé par une colonne en fonte ; une poutre en bois l'être par un rail en acier. Mais l'acier subit très rapidement la concurrence du béton de ciment. Si le béton de ciment travaille essentiellement en compression, le béton de ciment armé d'acier — le béton armé ou le béton précontraint — peut fonctionner, lui, en flexion. L'acier et le béton s'introduisent dans la composition des planchers. Les plancher accompagnent l'évolution du reste du bâtiment, devenant des parois qui doivent répondre à toutes sortes d'impératifs structurels, acoustiques, thermique et d'étanchéité, etc.
- Plancher béton
- Un plancher cloué est un plancher en bois constitué de planches posées sur champ et clouées les unes contre les autres.
- Un plancher technique est un faux plancher formant des caissons utilisés pour le passage de gaines et de canalisations diverses.

## Variantes
De façon plus spécialisée, le plancher désigne :
- la partie inférieure interne d'une embarcation, ou d'un véhicule, construite en planches ou dans un autre matériau ;
- dans un cirque, un bal ou un manège, la plate-forme légèrement surélevée formée par un assemblage de planches jointes et constituant une piste pour les danseurs d'un bal en plein air, pour les artistes d'un cirque sous un chapiteau ou pour supporter un manège d'enfants ;
- dans des restaurants de tourisme, le plancher peut être une plate-forme tournante à la façon des lanternes de phare ;
- plancher en enrayure : au XIXe siècle, plancher composé d'entraits, coyers, goussets, chevêtres, solives, embranchements (solives de remplissage), empanons[7] ;
- plancher de plate-forme : au XIXe siècle, plancher formé de madriers posés sur les chapeaux, patins et racinaux qui sont assemblés dans la tête des pilots d'une culée ou d'une pile, et sur lequel on assied la maçonnerie[7].

## Divers
- Le « plancher des vaches » est le nom donné à la terre par les marins.
- On dit qu'il y a un plancher et un plafond à ne pas dépasser pour désigner des valeurs seuils minima et maxima : « plancher de ressources », « prix plancher », etc.
- L'envers du plancher du château de Picomtal a servi de support d'écriture au journal intime du menuisier-charpentier Joachim Martin (1842-1897), découvert en 1999 et publié en 2017[9].